# Риордан, Рик
Рик Риордан (англ. Rick Riordan; 5 июня 1964 года) — американский писатель, наиболее известен как автор серии романов про Перси Джексона.

## Биография
Рик Риордан родился в американском городе Сан-Антонио в 1964 году, в семье учителей. Его мать была художником и музыкантом, а отец лепил статуэтки — так что в этой семье всегда была творческая атмосфера. В Сан-Антонио будущий писатель окончил школу, затем решил, что станет гитаристом и поступил в колледж Северного Техаса — однако не окончил его и перевелся в университет города Остин. Здесь он получил два высших образования, одно по истории, а другое — в области английского языка.
Свой первый литературный опыт Риордан получил в школе. В 13 лет он написал рассказ и даже намеревался его где-нибудь напечатать, однако передумал. Также со школьных лет началось его увлечение греческой и скандинавской мифологией.
Во время учёбы в колледже Риордан три года занимал пост художественного руководителя в школьном летнем лагере — и именно в это время ему в голову пришла идея лагеря для полукровок. Первое место работы Риордана — школьный учитель в городе Нью-Браунфельс в Техасе. Затем он с семьей на восемь лет перебрался в Сан-Франциско, а потом вернулся на родину, ещё шесть лет проработал учителем в средних классах — и решил, что станет писателем.
Свой первый роман он написал и напечатал в 1997 году. Эта книга, «Кроваво-красная текила» (оригинальное название — Big red tequila), открыла детективно-мистический сериал, удостоенный всех высших литературных наград США в области детективной литературы — премий Энтони, Шамус и премии имени Эдгара По. Речь в них идет о частном сыщике, мастере боевых искусств и профессоре английской средневековой литературы из Сан-Антонио по имени Трез Наварр.
В 2005 году появилась первая книга Риордана из нового цикла для детей о Перси Джексоне и богах-олимпийцах — «Перси Джексон и похититель молний». Главный герой этих книг — двенадцатилетний, страдающий дислексией мальчик, который однажды понял, что он — сын древнегреческого бога.
С выхода первой книги о Перси Джексоне и по настоящее время каждое новое произведение писателя постоянно занимает верхние строчки в списках бестселлеров «Нью-Йорк Таймс». Кинокомпания «XX век Фокс» приобрела права на экранизацию «Похитителя молний», картина вышла в 2010 году. Следующая книга, «Перси Джексон и море чудовищ», в 2006 году была названа лучшей книгой для детей в США. Уже четвёртый роман цикла разошелся тиражом более миллиона экземпляров.
В 2008 году Риордан придумал идею для серии романов «39 ключей» и написал первую книгу цикла. Её также ждал большой успех, а студия Стивена Спилберга приобрела права на экранизацию романа.
Риордан живёт в Техасе, в городе Сан-Антонио.

## Семья
У Рика Риордана два сына — Хейли и Патрик, жена Бекки. Также есть одна собака — золотой лабрадор и две чёрные кошки. Именно из-за сына он начал писать книги греческих героев, богов. Его сын начал увлекаться греческими мифами, и Риордан написал книги для него.

### Серия «Лагерь полукровок»

#### Цикл «Перси Джексон и Олимпийцы»
- Перси Джексон и Похититель молний (1 июля 2005)
- Перси Джексон и Море чудовищ (1 апреля 2006)
- Перси Джексон и Проклятие титана (11 мая 2007)
- Перси Джексон и Лабиринт смерти (6 мая 2008)
- Перси Джексон и Олимпийцы. Секретные материалы (10 февраля 2009)
- Перси Джексон и Последнее пророчество (5 мая 2009)

#### Дополнительные материалы
- Перси Джексон и Олимпийцы. Полное руководство (18 января 2010)
- Перси Джексон: Жестокий мир героев и монстров (11 февраля 2009)
- Перси Джексон и Лирник Аполлона (2013; рассказ)
- Греческие Боги. Рассказы Перси Джексона (19 августа 2014)
- Греческие Герои. Рассказы Перси Джексона (18 августа 2015)

#### Цикл «Герои Олимпа»
- Пропавший герой (12 октября 2010)
- Сын Нептуна (4 октября 2011)
- Метка Афины (2 октября 2012)
- Дом Аида (8 октября 2013)
- Кровь Олимпа (14 октября 2014)

#### Дополнительные материалы
- Дневники полукровки (14 августа 2012)

#### Цикл «Наследники богов»
- Красная пирамида (4 мая 2010)
- Огненный трон (9 мая 2011)
- Тень змея (1 мая 2012)

#### Дополнительные материалы
- Гид по выживанию семьи Кейн (20 марта 2012)

#### Полубоги и Маги (2016; сборник кроссоверов)
- Сын Собека (7 мая 2013)
- Посох Сераписа (8 апреля 2014)
- Корона Птолемея (31 марта 2015)

#### Цикл «Испытания Аполлона»
- Тайный оракул (3 мая 2016)
- Тёмное пророчество (2 мая 2017)
- Горящий лабиринт (1 мая 2018)
- Гробница Тирана (24 сентября 2019)
- Башня Нерона (29 сентября 2020)

### Цикл «Магнус Чейз и Боги Асгарда»
- Меч Лета (6 октября 2015 года)
- Молот Тора (4 октября 2016 года)
- Корабль Мертвецов (октябрь 2017 года)

#### Дополнительные материалы
- Отель Вальгалла (путеводитель по миру Магнуса Чейза) (28 марта 2018 года)
- Девять из Девяти Миров (2 октября 2018 года)

### Серия «39 ключей»
- Лабиринт костей (2008)
- Введение в 39 ключей: Черная книга запретных секретов (2010)
- Восстание Весперов (2011; совместно с Питером Леранжисом, Гордоном Корманом и Джуд Уотсон)

### Серия «Трес Наварр»
- Кроваво-красная текила (2 июня 1997)
- Тустеп вдовца (The Widower’s Two-Step, 4 мая 1998) — Премия Эдгара Аллана По
- Последний король Техаса (The Last King of Texas) (3 апреля 2001)
- Дьявол отправился в Остин (The Devil Went Down to Austin) (25 июня 2002)
- Southtown (28 декабря 2004)
- Mission Road (28 июня 2005)
- Остров повстанцев (Rebel Island) (30 сентября 2007)

### Другие романы
- Cold Springs (2004)
- Дочь океана (5 октября 2021)